# Блуменау, Герман
Герман Бруно Отто Блуменау (нем. Hermann Blumenau; 26 декабря 1819, Хассельфельде, Саксония-Анхальт — 30 октября 1899, Брауншвейг) — немецкий фармаколог, колонист, доктор наук, основатель города Блуменау, расположенного в долине реки Итажаи-Асу в штате Санта-Катарина, Бразилия.

## Биография

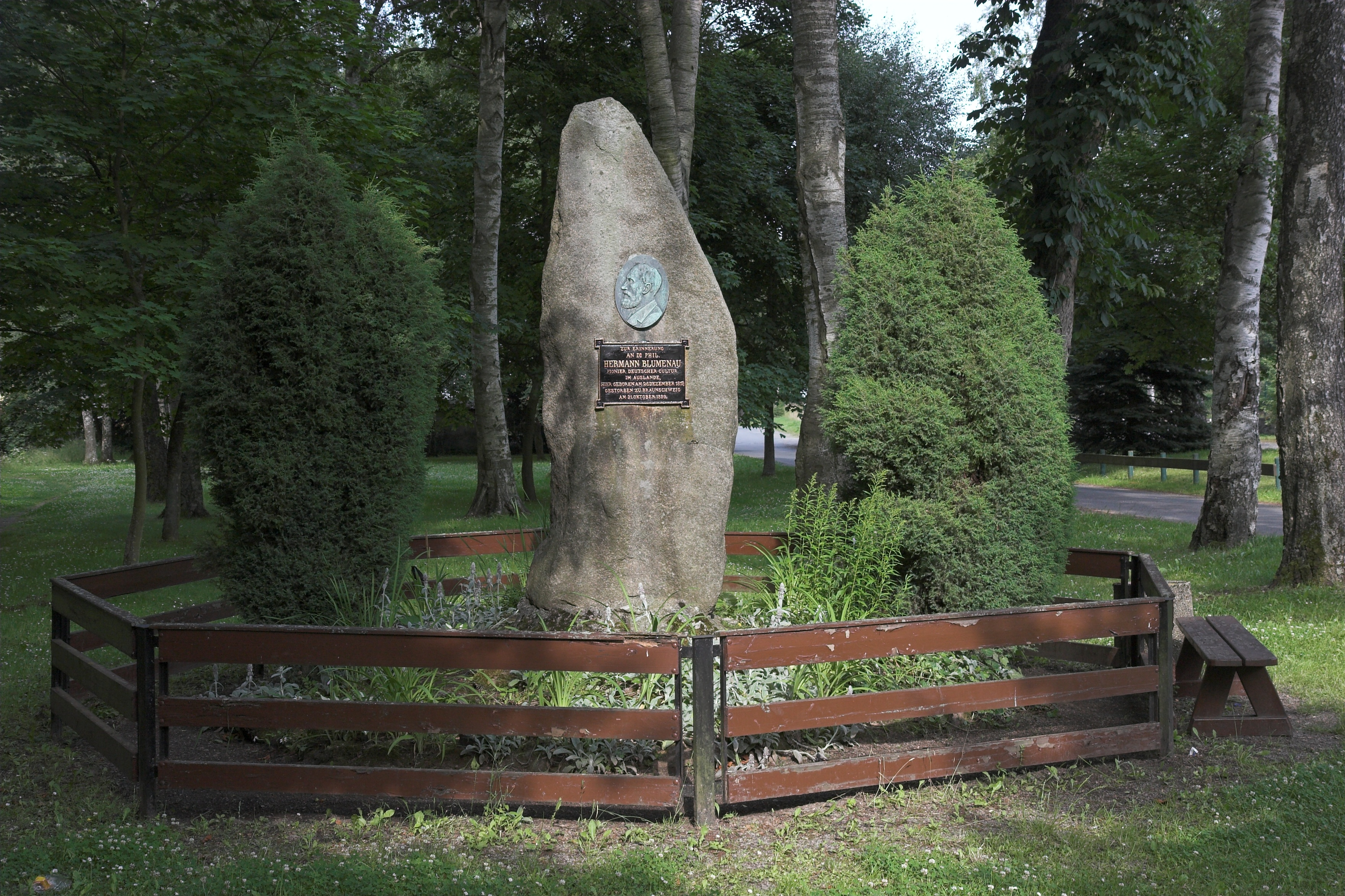
Памятный знак Г. Блуменау в Хассельфельде

Сын управляющего лесника. Школу не окончил, решив стать фармацевтом. С 1840 по 1841 год работал аптекарем в Хассельфельде. Позже работал в Эрфурте, где познакомился с Александром Гумбольдтом и Юстусом фон Либихом и под их влияние заинтересовался путешествиями в далёкие страны.
В 1844 по 1846 годах изучал химию в Университете Эрлангена, там же получил докторскую степень.
Вскоре после этого посетил Лондон, где встретился с генеральным консулом Бразилии. По заданию гамбургского купеческого общества, в 1846—1848 годах, за обещанную ему большую плату, должен был разведать возможность покупки плодородного участка земли для группы гамбургских немцев, желавших поселиться в Бразилии. Г. Блуменау нуждался в деньгах, поэтому, забыв на время о своей профессии, отправился за океан.
В 1847 году общество распалось, Блуменау остался без дела и средств в чужой стране. До этого он много путешествовал по югу Бразилии и уже успел хорошо изучить местность, был знаком со многими жителями. Второго сентября 1850 года вместе с 17 немецкими эмигрантами он основал колонию, получившую впоследствии его имя.
С 1860 года был первым официальным руководителем колонии. Создал школы и больницы в растущем городе, к 1880 году его население насчитывало примерно 15 000 человек, большинство из которых были немцами. Город вырос в один из самых зажиточных и европейских городов Бразилии. Блуменау, в котором ныне живут более 309 тысяч жителей (в 2016), считается «самым успешным бразильским проектом». В этом городе слились воедино немецкая традиция и бразильское своеобразие.
Местному населению удалось сохранить своё немецкое наследие, и даже сегодня немецкие школы всё ещё преобладают здесь.
Блуменау находится в штате Санта-Катарина, на юге Бразилии, в 130 км от столицы штата Флорианополиса и в 50 км от побережья Атлантического океана.

## Память
- В его честь названа Eithea blumenavia семейства Амариллисовые, открытая Г. Блуменау на острове Санта-Катарина .